# バッドボーイズ (お笑いコンビ)
バッドボーイズは、吉本興業に所属する日本のお笑いコンビ。福岡吉本でデビュー、その後東京吉本へ移籍した。

## メンバー
佐田 正樹（さた まさき、1978年9月13日（46歳） - ）ツッコミ担当、立ち位置は向かって右。
福岡県糟屋郡篠栗町出身。身長173cm、体重67kg。血液型A型。福岡第一高等学校卒業。
愛車はKHC130型ローレル。

大溝 清人（おおみぞ きよと、1978年9月3日（46歳） - ）ボケ・ネタ作り担当、立ち位置は向かって左。
福岡県福岡市東区西戸崎出身。身長167cm、体重56kg。血液型A型。福岡第一高等学校中退。ニックネームは清人。

## 概略
コンビ揃って暴走族の『福岡連合』出身で、福岡第一高等学校の同級生でもある。暴走族を引退してどうしようもない毎日を送っていた佐田が担任の教師から「将来何がしたいんだ?」と訊かれ、俳優か歌手になりたいと答えると「お前は歌手ってガラじゃないし、俳優は台詞を覚えるのが難しいから、清人とお笑いやれ」と促され、1997年4月にコンビを結成。2002年に福岡吉本から東京本社に移籍。
『爆笑オンエアバトル』（NHK総合）には3回出場したが、一度もオンエア経験がない。
M-1グランプリでの最高結果は準決勝進出（2004、2006年度）。『THE MANZAI 2011』では本選サーキット出場権を得たが、決勝には進出できなかった。当初は3人組だったが、メンバーだったひかるSがボクサーになりたいと言いだして脱退、2011年現在はホットドッグ店を経営している。
デビュー当初は博多弁を使った漫才をしていたが、現在は関西弁を混じらせた漫才をしている。漫才がメインであるもののコントもこなす。漫才でもコントでも"型"にはめたものという感じでなく自由な独自の世界を広げ、テンションの高い佐田とローテンションな清人によるコントラストをとったネタが特徴。暴走族時代のエピソードも取り入れている。
現在の出囃子はTHEE MICHELLE GUN ELEPHANTの「why do you want to shake?」。

## 出演

### テレビ番組

#### 過去
レギュラー
- 10カラット（TBSテレビ、2005年10月 - 2006年3月）
- スイッチ!（TBSテレビ、2006年4月 - 9月）
- AKB1じ59ふん!（日本テレビ、2008年1月24日 - 3月27日）
- AKB0じ59ふん!（日本テレビ、2008年4月7日 - 9月29日）
- PON!（日本テレビ、2011年10月6日 - 2013年3月28日）木曜レギュラー　2011年10月 - 2013年3月
- あるあるYYテレビ（TVQ九州放送、2012年4月27日 - 2013年3月26日）隔週火曜レギュラー、2012年12月まで毎週火曜
- AKBINGO!（日本テレビ、2008年10月 - 2016年6月21日）MC

MC・冠特番
- バッドボーイズの東京ドリフトへの道 (テレビ東京、2012年4月7日）
- 先進途上人サミット (TOKYO MX、2018年1月18日) -MC

### テレビドラマ
- 釣りバカ日誌〜新入社員 浜崎伝助〜 伊勢志摩で大漁! 初めての出張編（2017年1月2日、テレビ東京） - 借金取り 役

### 映画
- M-1グランプリへの道 まっすぐいこおぜ!（2004年、シネマ・パラダイス）主演 - 磯田真之介 役（佐田）
- クローズZERO（2007年10月27日、東宝） - 鈴蘭高校2年生 役
- YOSHIMOTO DIRECTORS 100「パパとママがふしあわせでありますように」（2008年、上田大樹監督）
- 喧嘩番長（2008年、ジョリー・ロジャー） - 芝原カオル 役（佐田）、極東高校生徒 役（大溝）　※Vシネマ
- ドロップ（2009年3月20日、角川映画）
- 万引きGメンは見た!（2012年、伊東ゆう原作、山鹿孝起監督） - 主演　※Vシネマ

### 単独ライブ
- 2014年　『A型乙女座』
- 2015年　『バッドボーイズ単独LIVE 漫15』
- 2017年　『野風増(のふうぞ） ～お前が20才になったら漫才やらコントやらやりたいことやりたいものだ～』

### インターネット配信
- 2018年　『グノシーQ』[注釈 3]
- 2021年　『AKB48 THE AUDISHOW』[注釈 4]